# Sistema Mundial Harmonitzat de Classificació i Etiquetatge de Productes Químics

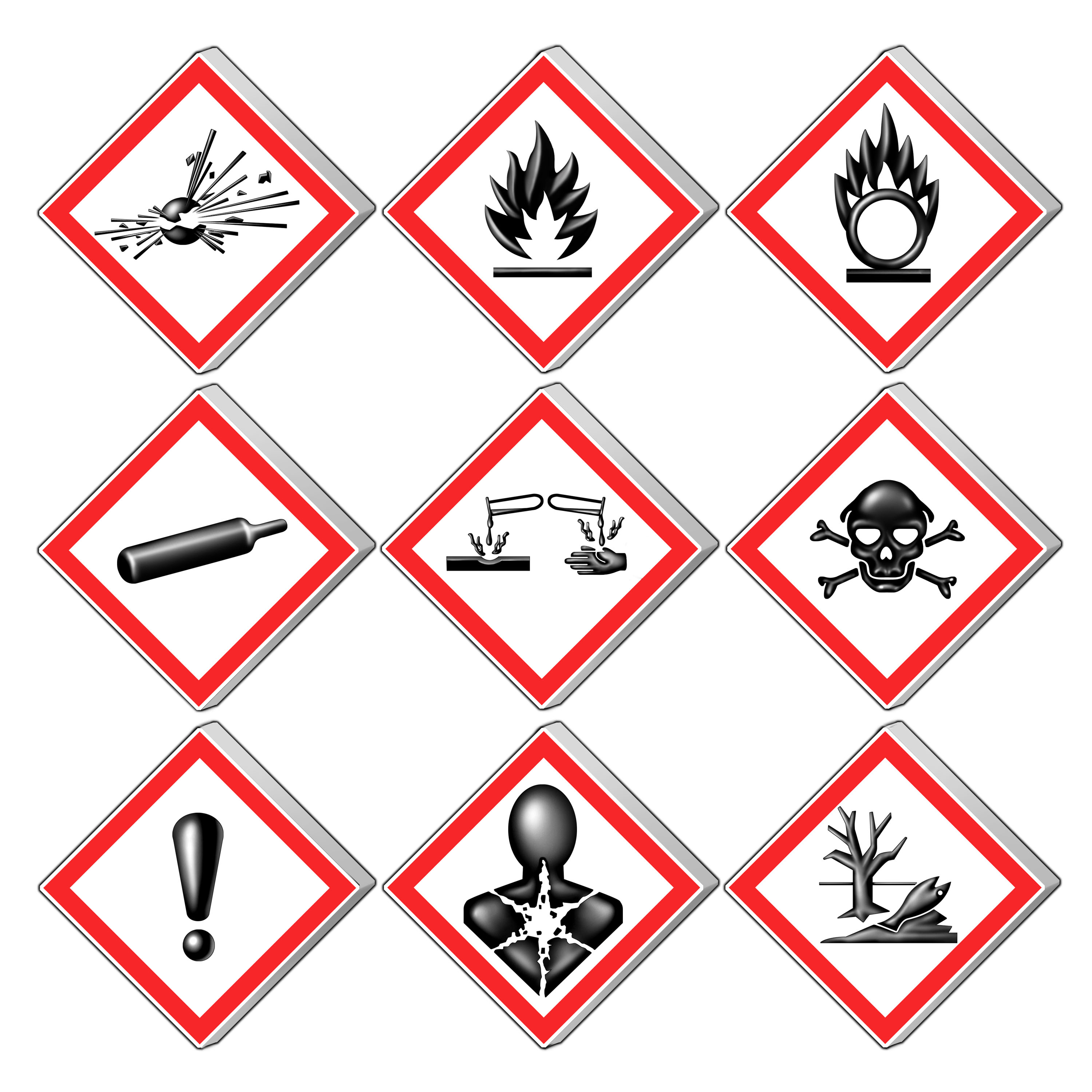
Els nou pictogrames del Sistema Mundial Harmonitzat de Classificació i Etiquetatge de Productes Químics.

El Sistema Mundial Harmonitzat de Classificació i Etiquetatge de Productes Químics o SMH (Globally Harmonized System of Classification and Labelling of Chemicals o GHS) és un sistema internacional acordat en el si de les Nacions Unides dissenyat per reemplaçar a les diverses normes de classificació i etiquetatge utilitzades en diferents països mitjançant l'ús de criteris coherents per classificació i etiquetatge a nivell mundial. El seu desenvolupament va començar en la Conferència de Rio de les Nacions Unides el 1992, quan l'Organització Internacional del Treball (OIT), l'Organització de Cooperació i Desenvolupament Econòmic (OCDE), diversos governs i altres parts interessades es van reunir en una conferència de les Nacions Unides. Reemplaça les normatives corresponents de la Unió Europea i dels Estats Units.

## Missatge de perill
Segons el SGA, cal comunicar els perills:
- en més d'una forma (per exemple, cartells, etiquetes o fitxes de dades de seguretat),[4]
- amb declaracions de perill i mesures de precaució,
- en una forma fàcilment comprensible i estandarditzada,[5]
- en coherència amb altres declaracions per evitar confusions, i
- tenint en compte totes les investigacions existents i qualsevol nova evidència.

L'etiqueta inclou un codi QR que, en escanejar-lo, proporciona accés instantani a la fitxa de dades de seguretat (SDS) pertinent per a la substància química en el contenidor. A les etiquetes també es mostren les pictogrames i icones d'EPI corresponents, obtingudes de l'SDS.
La comprensibilitat és un factor important en la implementació de l'SGA. El Llibre Lila del SGA inclou una eina de verificació de comprensibilitat a l'Annex 6. Els factors que es van considerar en el desenvolupament de les eines de comunicació del SGA inclouen:
- Els diferents enfocaments en els sistemes existents sobre com i què s'hauria de comunicar;[9]
- Les diferències lingüístiques a tot el món;[10]
- La capacitat de traduir frases de manera significativa;
- La capacitat de comprendre pictogrames i reaccionar-hi adequadament.

## Elements d'etiquetatge del SGA
Elements d'etiquetatge estandarditzats inclosos en l'SGA:
- Els símbols (pictogrames de perill de l'SGA): transmeten informació sobre el perill per a la salut, la seguretat física i ambiental, assignada a la classe i categoria de perill del SGA.[12][13] Els pictogrames inclouen símbols de perill harmonitzats, així com altres elements gràfics, com ara marges, patrons de fons o revestiments i substàncies que tenen toxicitat per als òrgans objectiu. A més, les substàncies químiques nocives i els irritants estan marcats amb un signe d'exclamació, que substitueix la creu obliqua europea. Els pictogrames tindran un símbol negre sobre un fons blanc amb un marc romboidal vermell. Per al transport, els pictogrames tindran fons, símbol i colors que actualment s'utilitzen en les Recomanacions de les Nacions Unides sobre el Transport de Mercaderies Perilloses.
- Paraula de seguretat: "Perill" o "Advertència" s'utilitzarà per ressaltar els perills i indicar el nivell relatiu de gravetat del perill assignat a la classe i categoria de perill del SGA. Algunes categories de perill de nivell inferior no utilitzen paraules de seguretat. A l'etiqueta només s'hauria d'utilitzar una paraula de seguretat que correspon al classe de perill més greu.
- Advertiments de perill del SGA: Frases estàndard assignades a la classe i categoria de perill, que descriuen la naturalesa del perill. La declaració pertinent per a cada perill del SGA s'ha d'incloure en l'etiqueta per als productes que tinguin més d'un perill.